# Slava-klassen
Slava-klassen (NATO-rapporteringsnavn, Ære. Russisk betegnelse: Projekt 1164 „Atlant“, navngivet efter Atlas) er en krydserklasse, der blev bygget til Sovjetunionens flåde og i dag hører under Ruslands flåde.

## Historie
Da Sovjetunionen indførte ASW-krydserne af Kresta II og Kara-klassen i henholdsvis 1960'erne og 1970'erne valgte man at placere missilerne ved "udstillingsvinduet" foran vinduerne på kommandobroen. Samme koncept gør sig gældende for Slava-klassen.
Ved anskaffelsen af Slava-klassen der er udrustet med 16 styk P-500 missiler havde Sovjetunionen en skibsklasse der besad større ildkraft end noget tilsvarende vestligt skib i samme periode. Kun Kirov-klassen havde større ildkraft.
Slava-klassen blev primært udviklet til overfladekrigsførelse. Det første skib i klassen, Slava, indgik i 1981 i Sortehavsflåden. I 1986 indgik Marsjal Ustinov (Маршал Устинов) i Nordflåden og i 1990 indgik Tjervona Ukraina (Червона Украйна, „Røde Ukraine“) i Stillehavsflåden. Et fjerde skib, Admiral Flota Lobov, skulle følge efter i 1995 og ligger nu ved skibsværftet i Nikolajev. Slava blev i 1995 omdøbt til Moskva (Москва) og Tjervona Ukraina til Varjag (Варяг, „Væring“). Masjal Ustinov anløb i 1989 flådestationen i Norfolk og blev dermed det første skib i den sovjetiske flåde der anløb en amerikansk flådebase.
Admiral Flota Lobov blev overdraget til Ukraine efter Sovjetunionens sammenbrud og omdøbt til Ukraina (Україна). Arbejdet på Ukraina blev stoppet i 1996. I 1999 blev projektet genoptaget for atter at blive stoppet i 2010. Det er anslået at skibet er 95 procent færdigt og man søger nu efter en køber til skibet. Rusland har udvist stor interesse for Ukraina, dog er et køb ikke blevet realiseret. I 2010 blev skibet omdøbt til 1164, hvilket kan antyde at et salg er umiddelbart forestående.
Krydserne i klassen der sejler under russisk flag overlevede Sovjetunionens sammenbrud og har siden deltaget i flere større øvelser. I 2003 deltog Moskva i en øvelse med den indiske flåde. Marsjal Ustinov deltog i samtlige øvelser mellem 2000 og 2004 i Nordflåden og det samme gjorde sig gældende for Varjag i Stillehavsflåden. Skibene blev konstrueret som sikkerhed i tilfælde af at Kirov-klassen blev en fiasko. Klassen har dog bevist sit værd, og med deres noget lavere omkostninger i forhold til deres nukleare storesøster er de ikke i farezonen for at blive skrottet. Hvis skibene bliver opgraderet med moderne elektronik og våben, vil de kunne tjene operativt i yderligere 20 år.

## Konstruktion

### Bevæbning
Klassens primære bevæbning er 16 antiskibsmissiler af typen P-500 (NATO-rapporteringsnavn: SS-N-12 Sandbox). Missilerne er installeret i otte dobbelte kanistre placeret på begge sider af skibets overbygning. De har en rækkevidde på 550 kilometer og kan medføre 1.000 kg sprængstof eller et 350 kiloton nukleart sprænghoved.
Som langtrækkende luftforsvar benyttes otte vertical launching systemer til det russiskproducerede S-300F (NATO-rapporteringsnavn: SA-N-6 Grumble). Disse missiler har en rækkevidde på 90 kilometer og en maksimal højde på 25 kilometer, Slava-klassen er udstyret med 64 af disse missiler.
Nærluftforsvaret består af et dobbelt SA-N-4 Gecko der kan ramme mål ti kilometer væk i en højde på op til 5 kilometer. Systemet kan angribe fly, missiler og helikoptere.
På skibets fordæk findes der en dobbeltløbet 130 mm AK-130 kanon. Kanonen er i stand til at ramme mål på op til 23 kilometers afstand og kan angribe sø-, land,- og luftmål. Skudkadencen er mellem 10 og 40 skud i minuttet per løb.
Til nærforsvar benyttes seks 30 mm seksløbede gatling maskinkanoner af typen AK-630. De er i stand til effektivt at angribe mål på op til 3.000 meters afstand med en teoretisk skudkadence på 3.000 skud i minuttet.
Til forsvar mod undervandsbåde findes der to RBU-6000 antiubådsmorterer. Systemet benytter en kaliber på 213 mm. Vægten på granaten er 110 kg, hvoraf de 25 kg er sprænghovedet. Systemet er i stand til at angribe ubåde på op til 6.000 meter i ned til 500 meters dybde.

### Skrog og fremdrift
Skibene i Slava-klassen er 186 meter lange, 20,8 meter brede og har en dybgang på mellem 7,6 og 9,3 meter. Skibene vejer som udgangspunkt 10.000 tons, men kan veje op til 11.500 tons fuldt lastet. Klassen er udstyret med fire gasturbiner på i alt 90.000 hestekræfter samt to hjælpeturbiner på 20.000 hestekræfter. Med dette fremdrivningsudstyr er det muligt at opnå en hastighed på 32 knob. Men en fart på 30 knob har skibene en rækkevidde på 2.500 sømil, mens de ved en mere økonomisk hastighed på 18 knob vil kunne række 7.500 sømil.

## Skibe i klassen
| Pnt. | Navn                                                        | Kølen lagt       | Søsat            | Indgået            | Skæbne | Kaldesignal |
| ---- | ----------------------------------------------------------- | ---------------- | ---------------- | ------------------ | --- | ----------- |
| 121  | Moskva (ex-Slava)                                           | 5. november 1976 | 27. juli 1979    | 30. december 1982  | I tjeneste ved Sortehavsflåden. Blev i følge de ukrainske myndigheder den 13. april 2022 ramt og svært skadet af 2 ukrainske Neptun-missiler under Ruslands invasion af Ukraine i 2022. I henhold til de russiske myndigheder skete skaden ved en brand og en efterfølgende eksplosion ombord.. Moskva sank den 14. april. | -           |
| 055  | Marsjal Ustinov (ex-Admiral Flota Lobov)                    | 5. oktober 1978  | 25. februar 1982 | 15. september 1982 | I tjeneste ved Nordflåden | -           |
| 011  | Varjag (ex-Tjervona Ukraina)                                | 31. juli 1979    | 28. august 1983  | 25. september 1989 | I tjeneste hos Stillehavsflåden | -           |
| -    | 1164 (ex-Ukraina) (ex-Komsomolets) (ex-Admiral Flota Lobow) | 1983             | 1990             | -                  | Søsat derefter annulleret. Afventer pr 2011 stadig sin skæbne | -           |
| -    | Oktjabrskaja Revoljutsija                                   | 1988             | -                | -                  | Køllagt, derefter skrottet | -           |